# Handekzem
In der Medizin wird eine Entzündung der Haut an den Händen, die nicht ansteckend ist, als Handekzem bezeichnet. Diese Hauterkrankung ist weit verbreitet und für die Betroffenen problematisch, da sie mit sichtbaren Hautkrankheitserscheinungen, starkem Juckreiz oder Schmerzen und damit verbunden mit hohem Leidensdruck einhergehen kann.
Es können je nach Verlauf, Aussehen der Hautkrankheitserscheinungen, Schweregrad oder Auslösefaktoren verschiedene Krankheitsbilder unterschieden werden. Der individuelle Krankheitsverlauf ist im Einzelfall bei einem chronischen Handekzem nicht vorherzusehen und meist von Patient zu Patient verschieden. Mit einer angemessenen Ursachensuche und Diagnostik, nachhaltigen Hautschutzmaßnahmen und einer frühzeitigen, umfassenden, wo angezeigt auch innerlichen Behandlung ist ein günstiger Verlauf zu erwarten.

## Epidemiologie
Handekzeme sind häufig und weit verbreitet: Studiendaten zeigen eine Ein-Jahres-Prävalenz von bis zu 10 % in der Allgemeinbevölkerung. Man geht davon aus, dass etwa nur 50–70 % der Betroffenen einen Arzt aufsuchen. Die Häufigkeit schwer verlaufender, chronischer und zu Rezidiven neigender Handekzemformen wird auf 5–7 % geschätzt. Etwa 2–4 % der Handekzempatienten sprechen zudem nicht ausreichend auf eine äußerliche (topische) Therapie an. Als häufigste, berufsbedingte Hauterkrankung führt ein chronisches Handekzem nicht selten durch anhaltende Arbeitsunfähigkeit zu Gefährdung oder Verlust des Arbeitsplatzes. Mit einer etwas ungünstigeren Langzeitprognose scheinen ein früher Erkrankungsbeginn vor dem 20. Lebensjahr, die Schwere der Erstmanifestation sowie Ekzeme in der Kindheit zusammenzuhängen. Frauen, insbesondere in der Altersklasse bis 30 Jahre, sind häufiger betroffen als Männer.

## Symptome und Beschwerden
In der Regel geht die Hautentzündung beim Handekzem mit Bläschenbildung und ausgeprägtem Juckreiz einher, es kann aber auch zum Auftreten massiver Verhornung und schmerzhafter Einrisse kommen. Die Lebensqualität der Betroffenen ist besonders bei schweren und chronischen Formen stark beeinträchtigt und der persönliche Leidensdruck oft sehr hoch. Verstärkt wird dies nicht zuletzt dadurch, dass die für alle Mitmenschen sichtbaren Hautkrankheitserscheinungen an den Händen zu Schamgefühlen und Ausgrenzungsangst führen können.

## Ursachen und Krankheitstypen
Prinzipiell kommen für die Entstehung der Hautentzündung an den Händen
verschiedene Ursachen in Frage. Dabei scheint ein Zusammenspiel mehrerer Faktoren bedeutsam zu sein: Umwelteinflüsse wie übermäßiger Wasser-, Allergiestoff- oder Reizstoffkontakt und eine genetische Veranlagung, zum Beispiel im Sinne einer Atopie oder einer anlagebedingten Barriereschädigung der Haut sind maßgeblich daran beteiligt. Selten ist nur ein einzelner Auslösefaktor für die Entwicklung eines Handekzems bei einem Patienten verantwortlich.

### Unterscheidung nach Auslösefaktoren
Drei Hauptursache-Gruppen, spielen grundsätzlich bei der Entstehung eines chronischen Handekzems eine wesentliche Rolle: übermäßiger Wasser- und Reizstoffkontakt (kumulativ-toxische Belastung), Kontaktallergien und eine atopische Diathese, die eine genetische Reaktionsbereitschaft widerspiegelt. Je nach den vorrangigen Auslösefaktoren können einzelne Handekzemtypen unterschieden und benannt werden: das kumulativ-toxische, das kontaktallergische oder das atopische Handekzem.
Hautbelastende Tätigkeiten, die mit wiederholtem, übermäßigen Kontakt mit Wasser oder hautreizenden Substanzen in Beruf, Hausarbeit und Freizeit einhergehen (Feuchtarbeit), können eine Schädigung der Hautschutzfunktion bedingen und so die Entstehung einer Entzündung begünstigen. Dies gilt auch für das längere Tragen von Schutzhandschuhen aus Gummi und ähnlichen Materialien, weil man darunter deutlich schwitzt und so ein feuchtes Milieu aufrechterhalten wird. Durch die Störung der hauteigenen Schutzbarriere wird ferner das Eindringen von allergieauslösenden Substanzen erleichtert und die Entwicklung von Kontaktallergien gefördert. Kontaktallergien spielen eine ganz wesentliche Rolle bei der Entwicklung von Handekzemen. Bei wiederholtem Kontakt mit einem Wirkstoff, gegen den eine Allergie besteht, reagiert die Haut mit Entzündungszeichen. Bei zahlreichen Betroffenen sind auch die Füße von der Hautentzündung mitbetroffen. Nicht selten ist dann eine Kontaktallergie gegen einen Bestandteil der Schuhlederverarbeitung als Auslöser zu finden. Besonders relevant und problematisch sind Kontaktallergien in bestimmten Berufsgruppen, in denen häufig mit allergieauslösenden Arbeitsstoffen umgegangen wird, wie zum Beispiel bei Maurern oder Friseuren. Schwere und chronische Handekzeme gelten als die häufigste berufsbedingte Hauterkrankung. Hier muss frühzeitig eine berufsdermatologische Beratung durch den Hautarzt erfolgen.
Bei Patienten mit Neurodermitis, Heuschnupfen oder allergischem Asthma in der Vorgeschichte kommt es besonders häufig zum Auftreten von Handekzemen. Diese Erkrankungen spiegeln die individuelle Reaktionsbereitschaft oder genetische Veranlagung des Einzelnen wider, auf unterschiedlichste Umwelteinflüsse überempfindlich zu reagieren. Dies wird mit den Begriffen Atopie oder atopische Diathese beschrieben. Eine atopische Diathese geht nicht selten auch mit einer genetisch bedingten Störung der Hautschutzbarriere einher, die eine Schwächung der Widerstandskraft gegen hautreizende Substanzen und Feuchtigkeit bedingen und durch das erleichterte Eindringen von Allergiestoffen auch die Entstehung von Kontaktallergien begünstigen kann.

### Unterscheidung entsprechend den vorherrschenden Hautkrankheitserscheinungen (Morphe)

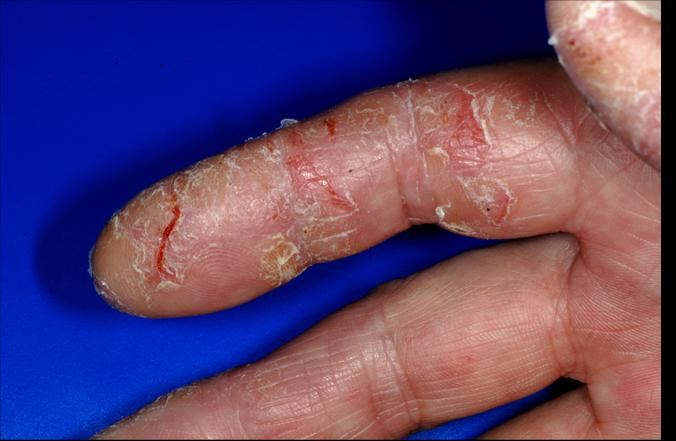
Hyperkeratotisch-rhagadiformes Handekzem

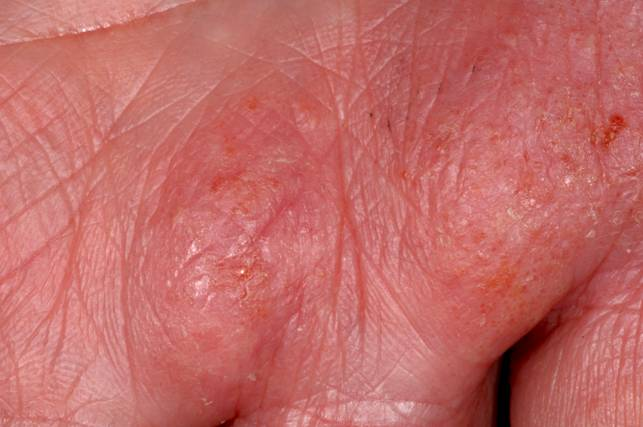
Dyshidrosiformes Handekzem

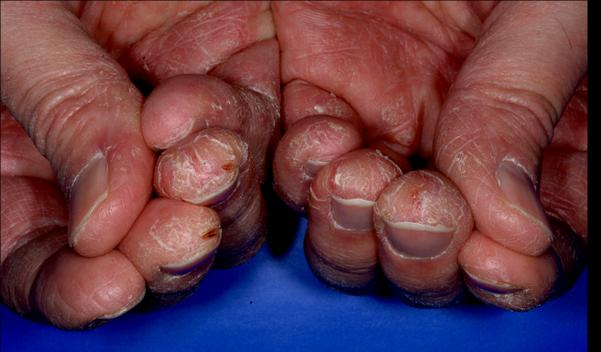
Fingerkuppenekzem

Beim klinischen Erscheinungsbild können verschiedene Handekzem-Subtypen entsprechend dem Aussehen der vorrangigen Hautkrankheitserscheinungen unterschieden werden. Man spricht von einem dyshidrosiformen Handekzem, wenn die Bildung meist stark juckender Bläschen im Vordergrund steht, während Verhornung und Risse ein hyperkeratotisch-rhagadiformes Handekzem ausmachen.

### Unterscheidung nach Schweregrad und Verlauf
Unabhängig von der auslösenden Ursache oder den vorherrschenden Hautkrankheitserscheinungen ist es für die Auswahl und Planung der Behandlungsmöglichkeiten bedeutend, die verschiedene Krankheitstypen auch nach ihrem Schweregrad und Krankheitsverlauf zu unterscheiden. Während ein leichtes Handekzem unter angemessener hautfachärztlicher Therapie und Mitarbeit des Patienten zügig abheilt, bleiben mittelschwere Ausprägungsgrade unter den gleichen Bedingungen mehrere Wochen bestehen. Ein schweres Handekzem geht mit beständigen oder hartnäckig wiederkehrenden, ausgedehnten, und zudem für die Betroffenen stark beeinträchtigenden Hautkrankheitserscheinungen einher.
Als chronisch ist ein Handekzem zu bewerten, wenn es trotz hautärztlicher Behandlungsmaßnahmen mindestens 3 Monate dauert oder mindestens zweimal in einem Zeitraum von 12 Monaten erneut auftritt (rezidiviert).
Gerade schwere und chronische Handekzem-Krankheitsbilder zeigen sich oft besonders hartnäckig gegenüber zahlreichen Behandlungsversuchen und sind damit außergewöhnlich belastend für die Betroffenen.

## Diagnostik und sinnvolle Untersuchungen, Differentialdiagnosen
Um beim einzelnen Betroffenen das Handekzem genauer einzuordnen und eine gezielte Behandlung zu planen, können verschiedene diagnostische Schritte hilfreich sein. Hier ist insbesondere eine weiterführende Allergiediagnostik sinnvoll, um Kontaktallergien oder eine atopische Diathese als Ursache des Handekzems abzuklären. Die Überprüfung der Häufigkeit von Wasser- und Irritanzien- sowie Allergiestoffkontakt im privaten und beruflichen Umfeld ist für die Einschätzung der individuellen Hautbelastung des einzelnen Betroffenen notwendig.
Verschiedene andere Hauterkrankungen, können sich an den Händen zeigen. Bei jedem Patienten sollten daher zum Beispiel eine Pilzinfektion oder eine Schuppenflechte ausgeschlossen werden. Meist können die eigene Vorgeschichte und die entsprechenden Untersuchungen hier Aufschluss geben.

## Behandlung
Die Behandlung eines Handekzems sollte grundsätzlich von einem Hautarzt (Dermatologen) durchgeführt werden, weil die verschiedenen Ursachen, die spezifische Veranlagung des Patienten und die Differentialdiagnostik die besondere Fachkenntnis des Spezialisten erfordern. Für den Patienten und seinen Hautarzt kann die Behandlung eines Handekzems sehr aufwändig sein. Sie beruht auf gewissen Grundprinzipien, wobei vor allem chronische und schwere Handekzemverläufe ein komplexes Behandlungskonzept benötigen. Neben Hautpflege und Hautschutz sowie äußerlichen (topische) Anwendungen mit wirkstoffhaltigen Zubereitungen oder einer Lichttherapie kann auch eine innerliche (systemische) Therapie in Frage kommen. Sehr wichtig für den Behandlungserfolg ist ein sofortiges Kontaktverbot mit den Auslösestoffen, ggf. ist ein Arbeitsplatzwechsel bzw. Berufwechsel zu ermöglichen.

### Meidung der Auslösefaktoren, Basismaßnahmen und Hautschutz
Wesentliche Auslösefaktoren für die Entstehung eines chronischen Handekzems wie hautreizende Schädigung, Feuchtarbeit, übermäßiger Wasserkontakt oder Kontakt mit nachgewiesenen Allergiesubstanzen müssen zunächst strikt ausgeschaltet und gemieden werden. In der Behandlung jedes Handekzemtyps und -schweregrads gelten eine nachhaltige Rückfettung und Befeuchtung der Haut mit duftstoff- und konservierungsstofffreien Cremes und Salben als obligate Grundbausteine. Zusätzlich müssen speziell an die individuelle Hautbelastung angepasste Schutzmaßnahmen, zum Beispiel mit Baumwoll- oder allergenarmen Kunststoffhandschuhen, zum Einsatz kommen. Diese Maßnahmen sollten, den individuellen Bedürfnissen angepasst, nach Abheilung eines Handekzems noch fortgesetzt angewendet werden und sind auch vorbeugend wirksam.

### Äußerliche Behandlung
Die äußerliche Behandlung richtet sich vorrangig nach den vorherrschenden Hautkrankheitserscheinungen. Bei bläschenbildenden oder nässenden Krankheitsbildern können austrocknende Maßnahmen wie Handbäder mit synthetischen Gerbstoffen oder fettfeuchte Umschläge den Juckreiz lindern. Beim Vorliegen einer Verhornungsstörung mit Rissbildung steht das Weichmachen der Haut mit Harnstoff- oder Salicylsäure-haltigen Zubereitungen im Vordergrund.
Zur Entzündungslinderung werden bei der äußerlichen Handekzemtherapie kortisonhaltige Cremes und Salben eingesetzt, die häufig sehr gut wirksam sein können. Gerade schwere und chronische Krankheitsbilder sprechen jedoch häufig nicht zufriedenstellend darauf an, woraus lang dauernde Behandlungszeiträume resultieren, die das Risiko für das Auftreten von Nebenwirkungen erhöhen können. Im Einzelfall kann vor allem bei atopischen Handekzemen vom behandelnden Hautarzt der Einsatz von kortisonfreien, antientzündlichen Cremes oder Salben, die als Wirkstoff sogenannte Calcineurinhemmer Tacrolimus oder Pimecrolimus enthalten, erwogen werden.

### Lichtbehandlung
In der Behandlung eines chronischen Handekzems kommt der Phototherapie besondere Bedeutung zu. Es bieten jedoch nicht alle Hautarztpraxen oder Hautkliniken diese Therapieform an, zumal sie mit einem erhöhten Zeitaufwand für die Patienten verbunden ist. Über einen Zeitraum von vier bis sechs Wochen sollten wöchentlich 3–4 Bestrahlungssitzungen erfolgen. Die am häufigsten eingesetzte Lichtbehandlungsform ist die PUVA-Therapie. Dabei werden die Hände mit einer Creme vorbehandelt, die einen lichtempfindlich machenden Wirkstoff enthält und anschließend mit ultraviolettem Licht A (UV-A) bestrahlt. Nach zwei Behandlungstagen muss ein Pausentag eingehalten werden. Aufgrund möglicher Risiken wie vorzeitiger Hautalterung oder chronischer Lichtschädigung der Haut kommt eine Lichtbehandlung jedoch für eine Langzeitanwendung nicht in Frage.

### Systemische (innerliche) Behandlung
Neben Hautpflege, Hautschutz und einer äußerlichen Behandlung benötigen vor allem schwere und chronische Handekzemverläufe häufig auch eine innerliche Behandlung. Dafür können prinzipiell verschiedene Wirkstoffe in Frage kommen.
Im akuten, schweren Schub mit Bläschenbildung können innerliche Kortisonpräparate, auch in Kombination mit bestimmten Antibiotika, kurzfristig sehr hilfreich sein. Der Wirkstoff Ciclosporin, der für die Behandlung der schwer ausgeprägten Neurodermitis zugelassen ist, kann bei einem schweren, atopischen Handekzem eingesetzt werden. Die Wirksamkeit von weiteren Substanzen, die meistens durch eine Herunterregulierung des Immunsystems vermittelt wird, wird im Einzelfall berichtet. Diese Substanzen sind jedoch nicht für das Handekzem zugelassen.
Seit November 2008 ist erstmals ein innerliches Medikament speziell für die Behandlung von chronischen Handekzemen zugelassen. Es handelt sich dabei um einen Abkömmling von Vitamin A namens Alitretinoin, der auch natürlich im menschlichen Körper vorkommt. Diese Substanz kann zur Behandlung von schweren Handekzemen aller Ursachen und Erscheinungsformen, die einen chronischen Krankheitsverlauf zeigen und auf äußerliche Kortisonpräparate nicht angesprochen haben, eingesetzt werden. Wirksamkeit sowie Verträglichkeit dieser Behandlungsform wurden vor der Zulassung in einem umfangreichen klinischen Studienprogramm überprüft und nachgewiesen. Dabei wurde auch gezeigt, dass zwei Drittel der Patienten 6 Monate nach dem Absetzen des Medikamentes noch keinen Rückfall erlitten hatten, der als 75 % vom Ausgangsbefund definiert war und im Falle eines Widerauftretens des Handekzems eine erneute Behandlung wiederum wirksam ist. Die Behandlungsdauer mit Alitretinoin beträgt etwa 3 bis 6 Monate. Während der Behandlung, sowie je einen Monat vor Therapiebeginn und nach Therapieende müssen Frauen im gebärfähigen Alter sicher verhüten und darüber hinaus monatliche Schwangerschaftstests durchführen, weil die Substanz wie alle Abkömmlinge von Vitamin A teratogen ist. An Nebenwirkungen sind vorrangig vorübergehende Kopfschmerzen in den ersten Behandlungstagen sowie ein gelegentlicher Anstieg von Blutfett- und Cholesterinwerten zu bemerken. Zur Kontrolle können hier regelmäßige Laborkontrollen der Blutfettwerte sinnvoll sein.